# Хаусхофер, Карл
Карл Ха́усхофер (нем. Karl Haushofer; 27 августа 1869[…], Мюнхен — 10 марта 1946[…], Пель, Американская зона оккупации Германии) — немецкий географ и социолог, основоположник германской школы геополитики.

## Биография
Карл Хаусхофер — сын Макса Хаусхофера-младшего, мюнхенского профессора политэкономии, и его супруги Аделе Фраас. В 1896 году Карл Хаусхофер женился на Марте Майер-Досс (1877—1946), дочери табачного фабриканта еврейского происхождения из Мангейма. В браке родились сыновья Альбрехт и Хайнц.
По окончании гуманистической гимназии Хаусхофер в 1887 году отслужил добровольцем год в баварской армии, в 1-м полку полевой артиллерии имени принц-регента Луитпольда. В следующем году он записался добровольцем по трёхлетнему контракту и получил звание кандидата в офицеры. По окончании в 1889 году военной школы получил звание секонд-лейтенанта. В 1895—1898 годах Хаусхофер учился в Баварской военной академии и получил характеристику годности для службы в генеральном штабе, высшей адъютантуры и преподавания. Поступил на службу адъютантом в 1-ю бригаду полевой артиллерии и в 1899 году был командирован сроком на два года в генеральный штаб. В 1901 году Хаусхофер вернулся в звании капитана в свой родной полк и в течение трёх лет командовал батареей. В 1904 году Хаусхофера перевели на службу в центральный штат генерального штаба и командировали в военную академию. Карл Хаусхофер преподавал в военной академии военную историю и историю военного искусства. По окончании преподавательской деятельности Хаусхофера в 1907 году направили на службу в генеральный штаб 3-й дивизии и в 1908 году — вновь в генеральный штаб. В том же году Хаусхофер совершил служебные командировки в Индию и Китай. В звании майора в 1909—1910 годах Хаусхофера направили на стажировку в японскую армию. По возвращении Хаусхофер вновь преподавал в военной академии и в 1911 году был назначен командиром подразделения 11-го полка полевой артиллерии. В 1913 году Хаусхофер защитил в Мюнхенском университете докторскую диссертацию.
С началом Первой мировой войны Хаусхофер был назначен штабным офицером 7-го полка полевой артиллерии имени принц-регента Луитпольда и участвовал в боях в Лотарингии и Франции. Позднее Хаусхофер в конце мая 1915 года командовал 9-м резервным полком полевой артиллерии и воевал в Польше, Эльзасе и Румынии. В звании полковника Хаусхофер оставил полк в апреле 1917 года и до конца войны служил командиром артиллерии в 30-й дивизии в Лотарингии. После заключения Компьенского перемирия и вывода войск в Германию Хаусхофер вышел в отставку в почётном звании генерал-майора в 1919 году.
В 1919 году Хаусхофер защитил докторскую диссертацию в Мюнхенском университете в области географии и в 1921 году получил звание почётного профессора. Хаусхофер принадлежит к числу основоположников геополитики, базирующейся на трудах Фридриха Ратцеля. Геополитики позаимствовали из биологии понятие жизненного пространства и перенесли его в сферу политической власти и отношений между великими державами и другими государствами.
В 1919 году Хаусхофер близко познакомился со своим студентом Рудольфом Гессом, который некоторое время работал у него ассистентом. Хаусхофер регулярно каждую среду навещал Гесса в Ландсбергской тюрьме, пока тот отбывал наказание за участие в Пивном путче 1923 года, и там познакомился с Адольфом Гитлером. Для «молодых орлов», как он называл Гесса и Гитлера, Хаусхофер читал в тюрьме лекции по геополитике. Несмотря на то, что Гитлер принял идеи Хаусхофера о жизненном пространстве в «Майн кампф», у них не сложилось близких отношений. Гитлер показался Хаусхоферу неотёсанным плебеем, склонным к банальностям и упрощениям. Гитлер, избегавший близких человеческих отношений, воспринимал Хаусхофера как ещё одного «полезного идиота», чьи идеи можно использовать в своих целях, не вникая в их суть. В личной библиотеке Гитлера после войны не было обнаружено ни одного из более чем сорока крупных трудов Хаусхофера и ни одного выпуска его журнала. Хаусхофер предпочёл для себя закулисную роль в национал-социалистическом движении и никогда не вступал в НСДАП:xiv—xvi.
В 1933 году Карл Хаусхофер получил звание ординарного профессора и в 1934—1937 годах возглавлял Германскую академию. В основанном в 1935 году Англо-германском обществе Хаусхофер вошёл в состав правления. В 1938—1941 годах возглавлял Народный союз немцев за рубежом. Хаусхофер не вступал в НСДАП, тем не менее, в официальных органах Германской империи проходил как член партии.
Как специалист по Японии, Хаусхофер участвовал консультантом при заключении Антикоминтерновского пакта в 1936 году. В изданном в 1925 году учебнике «Геополитика Тихого океана» Хаусхофер отвёл Японии в Азии роль лидера, которую по его представлениям должна была занять в Европе Германия.
В феврале 1939 года Хаусхофер завершил преподавательскую деятельность. К этому времени у него сформировалось критическое отношение к национал-социализму, с которым он был связан прежде всего через Рудольфа Гесса. Начавшаяся Вторая мировая война ввергла Хаусхофера в тяжёлую депрессию. Последние годы жизни Хаусхофер провёл в своём поместье Хартшиммельхоф.
После вылета Рудольфа Гесса в Великобританию 10 мая 1941 года Хаусхофер полностью лишился влияния и попал под наблюдение гестапо. Его сын Альбрехт был арестован в связи с покушением на Гитлера 20 июля 1944 года и убит эсэсовцами в ночь на 23 апреля 1945 года. Младший сын Хаусхофера Хайнц также некоторое время провёл в заключении. Сам Карл Хаусхофер провёл месяц в концлагере Дахау. На очной ставке в ходе Нюрнбергского процесса Гесс не узнал своего учителя и друга.
После освобождения в 1945 году Хаусхофер вернулся в Мюнхен, где он в ночь с 10 на 11 марта 1946 года вместе с женой совершил самоубийство в своём поместье Хартшиммельхоф. Он принял яд, а она повесилась на дереве.

## Взгляды
Хаусхофер — основатель Немецкого института геополитики (1922), учредитель и главный редактор, выходившего в 1924—1944 годах журнала Geopolitik (позднее переименован в Zeitschrift für Geopolitik).
Фундаментом для построений Хаусхофера было мальтузианское понятие «жизненного пространства», причём задачу каждого государства он видел в расширении этого пространства. Ряд этих понятий был воспринят теоретиками нацизма. Хотя Хаусхофер снабжал литературой Гесса и Гитлера во время их тюремного заключения после провала Пивного путча, учёный отрицал, что в написанной в то время «Майн кампф» преломились его собственные взгляды.
Хаусхофер разработал особый вариант евразийства — военно-геополитическую доктрину «Континентального блока (союза)» (Kontinentalblocke, «Ось Берлин — Москва — Токио»), который должен был объединить государства Евразии, такие как: Испания, Италия, Франция, Германия, Россия и Япония — будучи Восточным противовесом и альтернативой Западному англосаксонскому миру: Британской империи и США.
Во второй части (опубликованной в 1941 году) своей знаменитой статьи «Континентальный блок: Берлин — Москва — Токио» Карл Хаусхофер писал:

…Евразию невозможно задушить, пока два самых крупных её народа — немцы и русские — всячески стремятся избежать междоусобного конфликта, подобного Крымской войне или 1914 году: это аксиома европейской политики….

На практике в нацистской Германии эта теория была извращена и воплотилась в виде организации политического блока так называемых «Стран Оси», с прицелом на создание всемирной Германской империи, центром которой должна была стать Столица мира Германия.
Полет Гесса
Визитная карточка Хаусхофера была найдена при обыске Рудольфа Гесса после бегства последнего в Англию. По мнению историка Габриэля Городецкого, инициатором полета Гесса был сын Хаусхофера, Альбрехт.

## Книги и статьи
1. Хаусхофер К. О геополитике: Работы разных лет.
2. Хаусхофер К. Границы в их географическом и политическом значении.
3. Хаусхофер К. Панидеи в геополитике.
4. Хаусхофер К. Статус-кво и обновление жизни.
5. Хаусхофер К. Континентальный блок: Центральная Европа — Евразия — Япония.
6. Хаусхофер К. Геополитическая динамика меридианов и параллелей.